# تایتن (ابررایانه)
تایتن (به انگلیسی: Titan) یک ابررایانه است که توسط شرکت کری در آزمایشگاه ملی اوک ریج برای استفاده در محاسبات علمی ساخته شده‌است و در رتبه بندی ۶ ماه نخست سال ۲۰۱۳ (که در نوامبر سال ۲۰۱۲ توسط سایت Top500 اعلام گردید)٬ رتبۀ نخست را بین ابررایانه‌های جهان کسب کرده‌است. تایتن بهبودیافتۀ همان ابررایانه جگوار در آزمایشگاه اوک‌ریج است که از واحدهای پردازش گرافیکی (GPU) نیز علاوه بر واحدهای پردازش مرکزی معمول (CPU) بهره می‌برد; و نخستین ابررایانۀ است که با استفاده از هردوی آن‌ها ( CPU  و GPU) به توان پردازشی ۱۰ پتافلاپس دست یافته‌است. به روزرسانی جگوار در اکتبر ۲۰۱۱ آغاز گردید٬ آزمایش‌های پایداری در اکتبر ۲۰۱۲ آغاز شد و در نهایت از اوایل ۲۰۱۳ بخشی از ابررایانه در اختیار پژوهشگران قرار گرفت. هزینۀ اولیۀ این به‌روزرسانی ۶۹ میلیون دلار بود که عمدتاً توسط وزارت انرژی ایالات متحده آمریکا تأمین گردید.
تایتن از سی‌پی‌یوهای ای‌ام‌دی اوپترون همراه با جی‌پی‌یوهای تسلای ان.ویدیا برای افزایش بهره‌وری انرژی مصرفی در عین افزایش توان محاسباتی بهره می‌برد. تایتن دارای ۱۸٬۶۸۸ سی‌پی‌یو همراه با تعداد برابر جی‌پی‌یو برای کار در بیشینه (نظری) ۲۷ پتافلاپس است. البته در آزمون لینپک ( LINPACK benchmark ) که توسط TOP500 برای رده‌بندی ابررایانه‌ها استفاده می‌شود ٬ به سرعت ۱۷.۵۹ پتافلاپس دست یافت. هرچند این عدد برای قرار دادن تایتن در رتبۀ نخست فهرست نوامبر ۲۰۱۲ TOP500 کافی بود.

## سخت‌افزار
تایتن دارای ۲۰۰ قفسه ٬ قرار گرفته در مساحت ۴۰۴ مترمربع (همان مقدار مورد استفاده توسط جگوار) است. استفاده از تأسیسات خنک‌کننده جگوار باعث صرفه‌جویی ۲۰ میلیون دلاری در ساخت تیتان گردید. همچنین توان هر قفسه در ولتاژ ۴۸۰ ولت تأمین می‌گردد (به جای استاندارد آمریکا که ۲۰۸ ولت است) که موجب صرفه‌جویی ۱ میلیون دلاری ناشی از مصرف کم‌تر سیم مسی (به دلیل کاهش قطر سیم‌ها) شد.در بیشینه کاری٬ تایتن ۸.۲ مگاوات توان مصرف می‌کند  (۱.۲ مگاوات بیش از جگوار٬ در حالی که سرعت محاسبات ممیز شناور آن حدود ۱۰ برابر افزایش یافته‌است.). در صورت بروز مشکلی در تأمین برق٬ مولدهای توان چرخ‌لنگرهای الیاف کربنی می‌توانند شبکه و تجهیزات ذخیره‌سازی را به مدت ۱۶ ثانیه تغذیه کنند. اگر پس از گذشت ۲ ثانیه برق وصل نشد موتورهای دیزلی شروع به کار می‌کنند که پس از حدود ۷ ثانیه به نقطه کار مورد نظر می‌رسند و وظیفه تأمین توان مولدها را به عهده می‌گیرند. این مولدها برای تأمین برق کل سیستم جهت ادامۀ محاسبات در نظر گرفته نشده‌اند٬ بلکه تنها توان شبکه و سیستم ذخیره اطلاعات را تأمین می‌کنند تا پس از وصل برق ٬ سیستم به سرعت راه‌اندازی شده و محاسبات را ادامه دهد. تجهیزات تایتن توسط هیت‌سینک خنک می‌شوند٬ اما هوا پیش از فرستاده شدن به درون قفسه‌ها (کابینت‌ها) سرد می‌شود. سر و صدای پنکه‌های خنک‌کننده تا حدی زیاد است که افرادی که قصد ماندن بیش از ۱۵ دقیقه در اتاق دستگاه را دارند٬ باید از محافظ صوتی استفاده کنند. سامانۀ خنک‌کننده دارای ظرفیت خنک‌کنندگی ۶۰۰۰ تن است که با خنک کردن آب تا دمای ۵.۵ درجه سانتی‌گراد (و بعد خنک کردن هوا) کار می‌کند.
تایتن دارای ۱۸٬۶۸۸ گرۀ محاسباتی است (۹۶ گره در هر قفسه) ٬ که هرکدام دارای یک پردازندۀ ای‌ام‌دی اپترون ۶۲۷۴ ۱۶ هسته‌ای با ۳۲ گیگابایت رم ای‌سی‌سی‌ِ DDR3 و یک GPU ان‌ویدیا تسلا K20X با ۶ گیگابایت رم GDDR5 ای‌سی‌سی است. در کل دارای ۲۹۹٬۰۰۸ هسته پردازشی و بیش از ۷۱۰ ترابیات رم است. در ابتدا ٬ تایتن از همان حافظه ذخیره‌سازی ۱۰ پتابایت با سرعت انتقال دادۀ ۲۴۰ گیگابایت بر ثانیه که جگوار داشت استفاده می‌کرد  ٬ اما در آوریل ۲۰۱۳ ٬ حافظه ذخیره‌سازی به ۴۰ پتابایت با سرعت انتقال ۱.۴ ترابایت ارتقا پیدا کرد. تایتن از محیط لینوکس کری استفاده می‌کند٬ نسخۀ کاملی از لینوکس در گره‌های ورودی که کاربران با آن سروکار دارند٬ و نسخه‌ای سطح پایین‌تر و efficient(کارا)تر بر روی گره‌های پردازشی. از GPUها به خاطر کارآیی بسیار بیشترشان از CPUها در پردازش موازی استفاده شده‌است. هرچند GPUها سرعت کلاک پایین‌تری از CPUها دارند٬ هر GPU دارای ۲۶۸۸ هستۀ کودا در سرعت کلاک ۷۳۲ مگاهرتز است  که در مجموع به سیستمی سریع‌تر منجر می‌شود.در نتیجه٬ از CPUها تنها برای اختصاص وظیفه به GPUها استفاده می‌شود و نه برای انجام خود محاسبات ٬ چنانکه در ابررایانه‌های معمول انجام می‌گیرد.